# Duttaphrynus olivaceus
Espèce
Synonymes
- Bufo olivaceus Blanford, 1874
- Duttaphrynus olivaceus  Fahimi and Safaei-Mahroo, 2012

Statut de conservation UICN

 LC  : Préoccupation mineure
Duttaphrynus olivaceus  est une espèce d'amphibiens de la famille des Bufonidae.

## Répartition
Cette espèce se rencontre jusqu'à 700 m d'altitude :
- dans le sud-est de l'Iran dans les provinces du Seistan-o-Balouchestan et de Kerman ;
- au Pakistan dans l'ouest de la province du Balouchistan.

Elle ne se rencontre pas en Afghanistan ni en Inde pour Heydari et Rastegar-Pouyani.

## Description

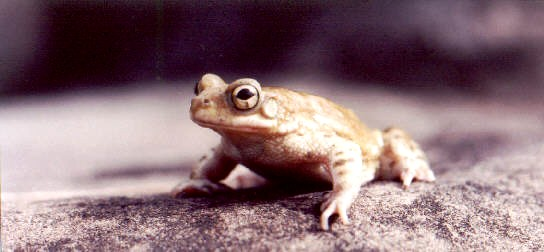
Duttaphrynus olivaceus

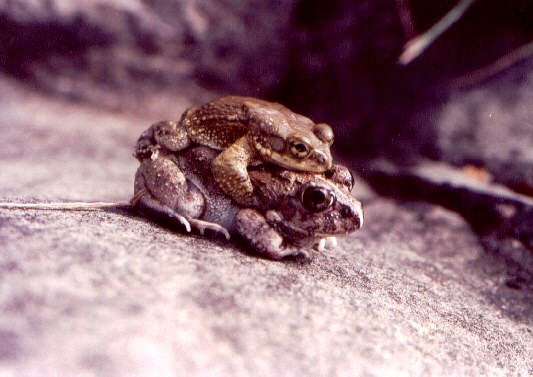
Duttaphrynus olivaceus

Les mâles mesurent de 56,2 à 67,0 mm et les femelles de 53,2 à 64,6 mm.

## Publication originale
- Blanford, 1874 : Descriptions of new Reptilia and Amphibia from Persia and Baluchistán. Annals and magazine of natural history, ser. 4, vol. 14, p. 31-35 (texte intégral).